# Militärkonvention
Durch eine Militärkonvention unterstellten zwischen 1866 und 1871 die deutschen Teilstaaten ihre Truppen zunächst dem Norddeutschen Bund unter dem Oberbefehl des preußischen Königs, und später dem Deutschen Reich mit dem Deutschen Kaiser an der Spitze.
Ganz oder zeitweise ausgenommen waren Braunschweig und Bayern. Die bayerische Armee verblieb gemäß dem Beitrittsvertrag zum Norddeutschen Bund unter Befehl des bayerischen Königs; erst bei Mobilmachung ging der Oberbefehl an den Kaiser über. Braunschweig, dessen welfisches Herrscherhaus seit der preußischen Annexion Hannovers 1866 mit der Hohenzollernmonarchie verfeindet war, fand sich erst 1886 nach dem Tod des letzten Welfenherzogs Wilhelm bereit, die Militärkonvention abzuschließen.

## Auszug aus der Militärkonvention
„Durch die Militär-Konvention haben die betr. Bundesfürsten ihre Rechte auf Ernennung der Offiziere ihres Kontingents an seine Majestät den deutschen Kaiser abgetreten. Ihre Truppenteile unterstehen der preussischen Verwaltung oder sind vollständig mit der preußischen Armee verschmolzen.“

## Beteiligte Staaten
Die betreffenden Heereskontingente gehörten zu:
- Fürstentum Waldeck-Pyrmont, schon am 1. August 1862, Akzessionsvertrag Oktober 1867
- Großherzogtum Sachsen-Weimar-Eisenach vom 4. Februar 1867 nebst Protokoll vom 22. Februar 1867, beigetreten:
  - Herzogtum Sachsen-Meiningen
  - Herzogtum Sachsen-Altenburg
  - Herzogtum Anhalt
  - Fürstentum Schwarzburg-Sondershausen
  - Fürstentum Schwarzburg-Rudolstadt
  - Fürstentum Reuß älterer Linie
  - Fürstentum Reuß jüngerer Linie
  - Fürstentum Lippe
  - Fürstentum Schaumburg-Lippe
- Königreich Sachsen vom 7. Februar 1867
- Großherzogtum Hessen vom 7. April 1867
- Herzogtum Sachsen-Coburg und Gotha vom 6. Juni 1867
- sowie den Freien Städten
  - Bremen: vom 27. Juni 1867
  - Lübeck: vom 27. Juni 1867
  - Hamburg: vom 23. Juli 1867
- Großherzogtum Oldenburg vom 15. Juli 1867
- Großherzogtum Mecklenburg-Schwerin vom 24. Juli 1868[3]
- Großherzogtum Mecklenburg-Strelitz vom 9. November 1868
- Königreich Württemberg: Militair-Konvention zwischen dem Norddeutschen Bunde und Württemberg vom 21./25. November 1870[4]
- Großherzogtum Baden: Militärkonvention zwischen dem Norddeutschen Bund und Baden vom 25. November 1870[5]
- Herzogtum Braunschweig, erst am 9. März 1886

Abgeschlossen wurden die Verträge zu unterschiedlichen Zeitpunkten, die jedoch – mit zwei Ausnahmen – alle in die Zeit nach dem Ende des Deutschen Kriegs 1866 und 1873 fallen.

## Verbände der Militärkonvention
Durch die Militärkonvention wurden folgende Stäbe und Verbände an die preußische Armee gebunden:
| Herkunft                              | Bezeichnung                                                                                            | Garnison             | Aufstellungsdatum |
| ------------------------------------- | --- | -------------------- | ----------------- |
| Fürstentum Lippe                      | III./Infanterie-Regiment „Graf Bülow von Dennewitz“ (6. Westfälisches) Nr. 55                          | Detmold              | 31.12.1697        |
| Fürstentum Schwarzburg-Rudolstadt     | III./7. thüringische Infanterie-Regiment Nr. 96                                                        | Rudolstadt           | 01.07.1702        |
| Fürstentum Schwarzburg-Sondershausen  | I./3. thüringischen Infanterie-Regiments Nr. 71                                                        | Sondershausen        | 05.05.1860        |
| Fürstentümer Reuß                     | II./7. thüringische Infanterie-Regiment Nr. 96                                                         | Gera                 | 01.07.1702        |
| Großherzogtum Baden                   | Badische Train-Abteilung Nr. 14                                                                        | Durlach              | 24.10.1864        |
| Großherzogtum Baden                   | Feld-Artillerie-Regiment Großherzog (1. Badisches) Nr. 14                                              | Karlsruhe            | 21.01.1850        |
| Großherzogtum Baden                   | Badisches Pionier-Bataillon Nr. 14                                                                     | Kehl                 | 29.01.1850        |
| Großherzogtum Baden                   | Badisches Fußartillerie-Regiment Nr. 14                                                                | Straßburg            | 11.08.1893        |
| Großherzogtum Baden                   | 1. Badisches Leib-Dragoner-Regiment Nr. 20                                                             | Karlsruhe            | 23.03.1803        |
| Großherzogtum Baden                   | 2. Badisches Dragoner-Regiment Nr. 21                                                                  | Bruchsal             | 06.01.1850        |
| Großherzogtum Baden                   | 3. Badisches Dragoner-Regiment Prinz Karl Nr. 22                                                       | Mühlhausen           | 06.01.1850        |
| Großherzogtum Baden                   | 2. Badisches Feld-Artillerie-Regiment Nr. 30                                                           | Rastatt              | 24.10.1872        |
| Großherzogtum Baden                   | 3. Badisches Feld-Artillerie-Regiment Nr. 50                                                           | Karlsruhe            | 25.03.1899        |
| Großherzogtum Baden                   | 4. Badisches Feld-Artillerie-Regiment Nr. 66                                                           | Lahr                 | 25.03.1899        |
| Großherzogtum Baden                   | 5. Badisches Feld-Artillerie-Regiment Nr. 76                                                           | Freiburg im Breisgau | 01.10.1899        |
| Großherzogtum Baden                   | Badisches Leib-Grenadier-Regiment Nr. 109                                                              | Karlsruhe            | 23.03.1803        |
| Großherzogtum Baden                   | 2. Badisches Grenadier-Regiment Kaiser Wilhelm I. Nr. 110                                              | Mannheim             | 22.10.1852        |
| Großherzogtum Baden                   | Infanterie-Regiment Margraf Ludwig Wilhelm (3. Badisches) Nr. 111                                      | Rastatt              | 22.10.1852        |
| Großherzogtum Baden                   | 4. Badisches Infanterie-Regiment Prinz Wilhelm Nr. 112                                                 | Mühlhausen           | 22.10.1852        |
| Großherzogtum Baden                   | 5. Badisches Infanterie-Regiment Nr. 113                                                               | Freiburg im Breisgau | 16.02.1861        |
| Großherzogtum Baden                   | 6. Badisches Infanterie-Regiment Kaiser Friedrich III Nr. 114                                          | Konstanz             | 26.10.1867        |
| Großherzogtum Baden                   | 7. Badisches Infanterie-Regiment Nr. 142                                                               | Mühlhausen           | 01.02.1890        |
| Großherzogtum Baden                   | 8. Badisches Infanterie-Regiment Nr. 169                                                               | Lahr                 | 31.03.1897        |
| Großherzogtum Baden                   | 9. Badisches Infanterie-Regiment Nr. 170                                                               | Offenburg            | 31.03.1897        |
| Großherzogtum Hessen                  | Großherzoglich-Hessische Train-Abteilung Nr. 18                                                        | Darmstadt            | 28.07.1890        |
| Großherzogtum Hessen                  | Garde-Dragoner-Regiment (1. Großherzoglich Hessisches) Nr. 23                                          | Darmstadt            | 06.04.1790        |
| Großherzogtum Hessen                  | Leib-Dragoner-Regiment (2. Großherzoglich Hessisches) Nr. 24                                           | Darmstadt            | 01.12.1859        |
| Großherzogtum Hessen                  | 25. Feldartillerie-Brigade (Großherzoglich Hessische)                                                  | Darmstadt            | 01.10.1899        |
| Großherzogtum Hessen                  | 25. Kavallerie-Brigade (Großherzoglich Hessische)                                                      | Darmstadt            | 07.04.1867        |
| Großherzogtum Hessen                  | Großherzoglich Hessische (25.) Division                                                                | Darmstadt            | 07.04.1867        |
| Großherzogtum Hessen                  | Großherzogliches Artilleriekorps, 1. Großherzoglich Hessisches Feldartillerie-Regiment Nr. 25          | Darmstadt            | 07.04.1790        |
| Großherzogtum Hessen                  | 49. Infanterie-Brigade (1. Großherzoglich Hessische)                                                   | Darmstadt            | 07.04.1867        |
| Großherzogtum Hessen                  | 50. Infanterie-Brigade (2. Großherzoglich Hessische)                                                   | Mainz                | 07.04.1867        |
| Großherzogtum Hessen                  | 2. Großherzoglich Hessisches Feldartillerie-Regiment Nr. 61                                            | Darmstadt            | 25.03.1899        |
| Großherzogtum Hessen                  | Leibgarde-Infanterie-Regiment (1. Großherzoglich Hessisches) Nr. 115                                   | Darmstadt            | 01.03.1621        |
| Großherzogtum Hessen                  | Infanterie-Regiment Kaiser Wilhelm (2. Großherzoglich Hessisches) Nr. 116                              | Giessen              | 17.06.1813        |
| Großherzogtum Hessen                  | Infanterie-Leibregiment Großherzogin (3. Großherzoglich Hessisches) Nr. 117                            | Mainz                | 10.06.1697        |
| Großherzogtum Hessen                  | Infanterie-Regiment Prinz Carl (4. Großherzoglich Hessisches) Nr. 118                                  | Worms                | 23.01.1791        |
| Großherzogtum Hessen                  | 5. Großherzoglich-Hessisches Infanterie-Regiment Nr. 168                                               | Offenbach            | 31.03.1897        |
| Großherzogtum Mecklenburg-Schwerin    | Großherzoglich Mecklenburgisches Jäger-Bataillon Nr. 14                                                | Colmar               | 01.06.1821        |
| Großherzogtum Mecklenburg-Schwerin    | 1. Großherzoglich Mecklenburgisches Dragoner-Regiment Nr. 17                                           | Ludwigslust          | 06.11.1819        |
| Großherzogtum Mecklenburg-Schwerin    | 17. Kavallerie-Brigade (Großherzoglich Mecklenburgische)                                               | Schwerin             | 11.10.1866        |
| Großherzogtum Mecklenburg-Schwerin    | 2. Großherzoglich Mecklenburgisches Dragoner-Regiment Nr. 18                                           | Parchim              | 08.08.1867        |
| Großherzogtum Mecklenburg-Schwerin    | 34. Infanterie-Brigade (Großherzoglich Mecklenburgische)                                               | Schwerin             | 11.10.1866        |
| Großherzogtum Mecklenburg-Schwerin    | Großherzoglich-Mecklenburgisches Feld-Artillerie-Regiment Nr. 60                                       | Schwerin             | 25.03.1899        |
| Großherzogtum Mecklenburg-Schwerin    | Großherzoglich Mecklenburgisches Grenadier-Regiment Nr. 89                                             | Schwerin             | 03.04.1782        |
| Großherzogtum Mecklenburg-Schwerin    | Großherzoglich Mecklenburgisches Füsilier-Regiment Kaiser Wilhelm Nr. 90                               | Rostock              | 12.07.1788        |
| Großherzogtum Mecklenburg-Strelitz    | II./Großherzoglich Mecklenburgisches Grenadier-Regiment Nr. 89                                         | Neustrelitz          | 23.03.1701        |
| Großherzogtum Oldenburg               | Oldenburgisches Dragoner-Regiment Nr. 19                                                               | Oldenburg            | 26.04.1849        |
| Großherzogtum Oldenburg               | Oldenburgisches Infanterie-Regiment Nr. 91                                                             | Oldenburg            | 05.12.1813        |
| Großherzogtum Oldenburg               | 2./Ostfriesisches Feld-Artillerie-Regiment Nr. 62                                                      | Oldenburg            | 01.01.1831        |
| Großherzogtum Oldenburg               | 3./Ostfriesisches Feld-Artillerie-Regiment Nr. 62                                                      | Oldenburg            | 01.05.1843        |
| Großherzogtum Sachsen-Weimar-Eisenach | Infanterie-Regiment Großherzog von Sachsen (5. Thüringisches) Nr. 94                                   | Weimar               | 28.12.1762        |
| Hansestadt Bremen                     | Infanterie-Regiment Bremen (1. Hanseatisches) Nr. 75                                                   | Bremen               | 27.09.1866        |
| Hansestadt Hamburg                    | Infanterie-Regiment Hamburg (2. Hanseatisches) Nr. 76                                                  | Hamburg              | 27.09.1866        |
| Hansestadt Lübeck                     | Infanterie-Regiment Lübeck (3. Hanseatisches) Nr. 162                                                  | Lübeck               | 31.03.1897        |
| Herzogtum Anhalt                      | Anhaltisches Infanterie-Regiment Nr. 93                                                                | Dessau               | 22.05.1807        |
| Herzogtum Braunschweig                | Braunschweigisches Husaren-Regiment Nr. 17                                                             | Braunschweig         | 01.04.1809        |
| Herzogtum Braunschweig                | Braunschweigisches Infanterie-Regiment Nr. 92                                                          | Braunschweig         | 01.04.1809        |
| Herzogtum Sachsen-Altenburg           | 8. Thüringische Infanterie-Regiments Nr. 153                                                           | Altenburg            | 01.04.1897        |
| Herzogtum Sachsen-Coburg und Gotha    | 6. Thüringisches Infanterie-Regiment Nr. 95                                                            | Gotha                | 18.02.1807        |
| Herzogtum Sachsen-Meiningen           | II./6. Thüringisches Infanterie-Regiment Nr. 95                                                        | Meiningen            | 18.02.1807        |
| Königreich Sachsen                    | Königlich Sächsisches Garde-Reiter-Regiment (1. schweres Regiment)                                     | Dresden              | 31.10.1680        |
| Königreich Sachsen                    | Königlich Sächsisches Karabinier-Regiment (2. schweres Regiment)                                       | Borna                | 01.11.1849        |
| Königreich Sachsen                    | Königlich Sächsisches Telegraphen-Bataillon Nr. 7                                                      | Dresden              | 01.10.1913        |
| Königreich Sachsen                    | Königlich Sächsische Maschinengewehr-Abteilung Nr. 8                                                   | Leipzig              | 01.10.1903        |
| Königreich Sachsen                    | Königlich Sächsische 1. Train-Abteilung Nr. 12                                                         | Dresden              | 01.10.1849        |
| Königreich Sachsen                    | Königlich Sächsisches 1. Feld-Artillerie-Regiment Nr. 12                                               | Dresden              | 26.06.1620        |
| Königreich Sachsen                    | XII. (1. Königlich Sächsisches) Armee-Korps                                                            | Dresden              | 01.04.1867        |
| Königreich Sachsen                    | Königlich Sächsisches 1. Jäger-Bataillon Nr. 12                                                        | Freiberg             | 01.11.1809        |
| Königreich Sachsen                    | Königlich Sächsisches 1. Fußartillerie-Regiment Nr. 12                                                 | Metz                 | 01.07.1873        |
| Königreich Sachsen                    | Königlich Sächsisches 1. Pionier-Bataillon Nr. 12                                                      | Pirna                | 01.10.1848        |
| Königreich Sachsen                    | Königlich Sächsisches 2. Jäger-Bataillon Nr. 13                                                        | Dresden              | 31.08.1809        |
| Königreich Sachsen                    | Königlich Sächsisches 1. Ulanen-Regiment „Kaiser Franz Joseph von Österreich, König von Ungarn“ Nr. 17 | Oschatz              | 01.04.1867        |
| Königreich Sachsen                    | Königlich Sächsisches 1. Husaren-Regiment „König Albert“ Nr. 18                                        | Großenhain           | 26.10.1734        |
| Königreich Sachsen                    | Königlich Sächsisches 2. Ulanen-Regiment Nr. 18                                                        | Leipzig              | 01.04.1867        |
| Königreich Sachsen                    | Königlich Sächsisches 2. Fußartillerie-Regiment Nr. 19                                                 | Dresden              | 01.10.1912        |
| Königreich Sachsen                    | Königlich Sächsisches 2. Husaren-Regiment „Kronprinz Wilhelm von Preußen“ Nr. 19                       | Grimma               | 30.07.1791        |
| Königreich Sachsen                    | Königlich Sächsische 2. Train-Abteilung Nr. 19                                                         | Leipzig              | 01.10.1899        |
| Königreich Sachsen                    | XIX. (2. Königlich Sächsisches) Armee-Korps                                                            | Leipzig              | 01.04.1899        |
| Königreich Sachsen                    | Königlich Sächsisches 3. Husaren-Regiment Nr. 20                                                       | Bautzen              | 01.10.1910        |
| Königreich Sachsen                    | Königlich Sächsisches 3. Ulanen-Regiment „Kaiser Wilhelm II, König von Preußen“ Nr. 21                 | Chemnitz             | 01.10.1905        |
| Königreich Sachsen                    | Königlich Sächsisches 2. Pionier-Bataillon Nr. 22                                                      | Riesa                | 01.10.1899        |
| Königreich Sachsen                    | 1. Königlich Sächsische Division Nr. 23                                                                | Dresden              | 01.04.1867        |
| Königreich Sachsen                    | 1. Königlich Sächsische Feldartillerie-Brigade Nr. 23                                                  | Dresden              | 31.12.1810        |
| Königreich Sachsen                    | 1. Königlich Sächsische Kavallerie-Brigade Nr. 23                                                      | Dresden              | 01.04.1867        |
| Königreich Sachsen                    | 2. Königlich Sächsische Division Nr. 24                                                                | Leipzig              | 01.04.1867        |
| Königreich Sachsen                    | 2. Königlich Sächsische Feldartillerie-Brigade Nr. 24                                                  | Leipzig              | 01.10.1901        |
| Königreich Sachsen                    | 2. Königlich Sächsische Kavallerie-Brigade Nr. 24                                                      | Leipzig              | 01.04.1867        |
| Königreich Sachsen                    | Königlich Sächsisches 2. Feld-Artillerie-Regiment Nr. 28                                               | Bautzen              | 01.11.1872        |
| Königreich Sachsen                    | 3. Königlich Sächsische Kavallerie-Brigade Nr. 32                                                      | Dresden              | 01.04.1887        |
| Königreich Sachsen                    | 3. Königlich Sächsische Division Nr. 32                                                                | Dresden              | 01.04.1887        |
| Königreich Sachsen                    | Königlich Sächsisches 3. Feld-Artillerie-Regiment Nr. 32                                               | Riesa                | 01.02.1889        |
| Königreich Sachsen                    | 4. Königlich Sächsische Division Nr. 40                                                                | Chemnitz             | 01.04.1899        |
| Königreich Sachsen                    | 4. Königlich Sächsische Kavallerie-Brigade Nr. 40                                                      | Chemnitz             | 01.10.1910        |
| Königreich Sachsen                    | 1. Königlich Sächsische Infanterie-Brigade Nr. 45                                                      | Dresden              | 01.04.1867        |
| Königreich Sachsen                    | 2. Königlich Sächsische Infanterie-Brigade Nr. 46                                                      | Dresden              | 01.04.1867        |
| Königreich Sachsen                    | 3. Königlich Sächsische Infanterie-Brigade Nr. 47                                                      | Döbeln               | 01.04.1867        |
| Königreich Sachsen                    | Königlich Sächsisches 4. Feld-Artillerie-Regiment Nr. 48                                               | Dresden              | 01.10.1899        |
| Königreich Sachsen                    | 4. Königlich Sächsische Infanterie-Brigade Nr. 48                                                      | Leipzig              | 01.04.1867        |
| Königreich Sachsen                    | 5. Königlich Sächsische Infanterie-Brigade Nr. 63                                                      | Bautzen              | 01.04.1887        |
| Königreich Sachsen                    | Königlich Sächsisches 5. Feld-Artillerie-Regiment Nr. 64                                               | Pirna                | 01.10.1901        |
| Königreich Sachsen                    | Königlich Sächsisches 6. Feld-Artillerie-Regiment Nr. 68                                               | Riesa                | 01.10.1899        |
| Königreich Sachsen                    | Königlich Sächsisches 7. Feld-Artillerie-Regiment Nr. 77                                               | Leipzig              | 01.10.1899        |
| Königreich Sachsen                    | Königlich Sächsisches 8. Feld-Artillerie-Regiment Nr. 78                                               | Wurzen               | 01.10.1901        |
| Königreich Sachsen                    | Königlich Sächsisches 1. (Leib-)Grenadier-Regiment Nr. 100                                             | Dresden              | 30.04.1670        |
| Königreich Sachsen                    | Königlich Sächsisches 2. Grenadier-Regiment Kaiser Wilhelm, König von Preußen Nr. 101                  | Dresden              | 30.04.1670        |
| Königreich Sachsen                    | Königlich Sächsisches 3. Infanterie-Regiment König Ludwig III. von Bayern Nr. 102                      | Zittau               | 14.06.1709        |
| Königreich Sachsen                    | Königlich Sächsisches 4. Infanterie-Regiment Nr. 103                                                   | Bautzen              | 14.06.1709        |
| Königreich Sachsen                    | Königlich Sächsisches 5. Infanterie-Regiment Kronprinz Nr. 104                                         | Chemnitz             | 07.12.1704        |
| Königreich Sachsen                    | Königlich Sächsisches 6. Infanterie-Regiment König Wilhelm II. von Württemberg Nr. 105                 | Straßburg            | 07.12.1701        |
| Königreich Sachsen                    | Königlich Sächsisches 7. Infanterie-Regiment König Georg Nr. 106                                       | Leipzig              | 02.06.1708        |
| Königreich Sachsen                    | Königlich Sächsisches 8. Infanterie-Regiment Prinz Johann Georg Nr. 107                                | Leipzig              | 02.06.1708        |
| Königreich Sachsen                    | Königlich Sächsisches Schützen-(Füsilier)-Regiment Prinz Georg Nr. 108                                 | Dresden              | 01.10.1809        |
| Königreich Sachsen                    | Königlich Sächsisches 9. Infanterie-Regiment Nr. 133                                                   | Zwickau              | 01.04.1881        |
| Königreich Sachsen                    | Königlich Sächsisches 11. Infanterie-Regiment Nr. 139                                                  | Döbeln               | 01.04.1887        |
| Königreich Sachsen                    | Königlich Sächsisches 12. Infanterie-Regiment Nr. 177                                                  | Dresden              | 01.04.1897        |
| Königreich Sachsen                    | Königlich Sächsisches 13. Infanterie-Regiment Nr. 178                                                  | Kamenz               | 01.04.1897        |
| Königreich Sachsen                    | Königlich Sächsisches 14. Infanterie-Regiment Nr. 179                                                  | Leising              | 01.04.1897        |
| Königreich Sachsen                    | Königlich Sächsisches 15. Infanterie-Regiment Nr. 181                                                  | Chemnitz             | 01.04.1900        |
| Königreich Sachsen                    | Königlich Sächsisches 16. Infanterie-Regiment Nr. 182                                                  | Freiberg             | 01.10.1912        |
| Königreich Württemberg                | Württembergisches Train-Bataillon Nr. 13                                                               | Ludwigsburg          | 20.10.1871        |
| Königreich Württemberg                | XIII. (Königlich Württembergisches) Armee-Korps                                                        | Stuttgart            | 20.10.1871        |
| Königreich Württemberg                | 1. Württembergisches Feld-Artillerie-Regiment Nr. 13 „König Karl“                                      | Ulm                  | 24.03.1736        |
| Königreich Württemberg                | Württembergisches Pionier-Bataillon Nr. 13                                                             | Ulm                  | 01.05.1817        |
| Königreich Württemberg                | Ulanen-Regiment „König Wilhelm I“ (2. Württembergisches) Nr. 20                                        | Ludwigsburg          | 27.07.1809        |
| Königreich Württemberg                | Dragoner-Regiment „Königin Olga“ (1. Württembergisches) Nr. 25                                         | Ludwigsburg          | 17.11.1813        |
| Königreich Württemberg                | 26. Feld-Artillerie-Brigade (1. Königlich Württembergische)                                            | Ludwigsburg          | 25.05.1814        |
| Königreich Württemberg                | 26. Division (1. Königlich Württembergische)                                                           | Stuttgart            | 31.03.1817        |
| Königreich Württemberg                | 26. Kavallerie-Brigade (1. Königlich Württembergische)                                                 | Stuttgart            | 31.03.1817        |
| Königreich Württemberg                | Dragoner-Regiment „König“ (2. Württembergisches) Nr. 26                                                | Stuttgart            | 06.12.1805        |
| Königreich Württemberg                | 27. Division (2. Königlich Württembergische)                                                           | Karlsruhe            | 31.12.1817        |
| Königreich Württemberg                | 27. Kavallerie-Brigade (2. Königlich Württembergische)                                                 | Ludwigsburg          | 31.03.1817        |
| Königreich Württemberg                | 27. Feld-Artillerie-Brigade (2. Königlich Württembergische)                                            | Ulm                  | 01.10.1899        |
| Königreich Württemberg                | 2. Württembergisches Feld-Artillerie-Regiment Nr. 29 „Prinzregent Luitpold von Bayern“                 | Ludwigsburg          | 01.03.1817        |
| Königreich Württemberg                | Ulanen-Regiment „König Karl“ (1. Württembergisches) Nr. 19                                             | Ulm                  | 09.07.1683        |
| Königreich Württemberg                | 3. Württembergisches Feld-Artillerie-Regiment Nr. 49                                                   | Ulm                  | 25.03.1899        |
| Königreich Württemberg                | 51. Infanterie-Brigade (1. Königlich Württembergische)                                                 | Stuttgart            | 31.03.1817        |
| Königreich Württemberg                | 52. Infanterie-Brigade (2. Königlich Württembergische)                                                 | Ludwigsburg          | 31.03.1817        |
| Königreich Württemberg                | 53. Infanterie-Brigade (3. Königlich Württembergische)                                                 | Ulm                  | 31.03.1817        |
| Königreich Württemberg                | 54. Infanterie-Brigade (4. Königlich Württembergische)                                                 | Ulm                  | 31.03.1817        |
| Königreich Württemberg                | 4. Württembergisches Feld-Artillerie-Regiment Nr. 65                                                   | Ludwigsburg          | 01.04.1899        |
| Königreich Württemberg                | Grenadier-Regiment Königin Olga (1. Württembergisches) Nr. 119                                         | Stuttgart            | 01.06.1673        |
| Königreich Württemberg                | Infanterie-Regiment Kaiser Wilhelm, König von Preußen (2. Württembergisches) Nr. 120                   | Ulm                  | 01.06.1673        |
| Königreich Württemberg                | Infanterie-Regiment Alt-Württemberg (3. Württembergisches) Nr. 121                                     | Ludwigsburg          | 18.03.1716        |
| Königreich Württemberg                | Füsilier-Regiment Kaiser Franz Josef von Österreich, König von Ungarn (4. Württembergisches) Nr. 122   | Heilbron             | 10.11.1806        |
| Königreich Württemberg                | Grenadier-Regiment König Karl (5. Württembergisches) Nr. 123                                           | Ulm                  | 07.10.1799        |
| Königreich Württemberg                | Infanterie-Regiment König Wilhelm I (6. Württembergisches) Nr. 124                                     | Weingarten           | 01.06.1673        |
| Königreich Württemberg                | Infanterie-Regiment Kaiser Friedrich, König von Preußen (7. Württembergisches) Nr. 125                 | Stuttgart            | 24.07.1809        |
| Königreich Württemberg                | Infanterie-Regiment Großherzog Friedrich von Baden (8. Württembergisches) Nr. 126                      | Straßburg            | 18.03.1716        |
| Königreich Württemberg                | 9. Württembergisches Infanterie-Regiment Nr. 127                                                       | Ulm                  | 01.04.1897        |
| Königreich Württemberg                | 10. Württembergisches Infanterie-Regiment Nr. 180                                                      | Tübingen             | 01.04.1897        |

## Quelle
- Das kleine Buch vom Deutschen Heere von Feuerwerks-Oberleutnant Klein, Verlag Lipsius & Tischer, Leipzig 1901; auch als Reprint Weltbild Verlag, Augsburg, 1998, ISBN 3-8289-0271-5
- Egbert Koolman: Ein Oldenburger in Berlin. Wilhelm Meinardus und die preußisch-oldenburgische Militärkonvention von 1867; in: Oldenburger Jahrbuch, Bd. 100, 2000, S. 49–88. Digitalisat der Landesbibliothek Oldenburg.